# Schloss Freiensteinau

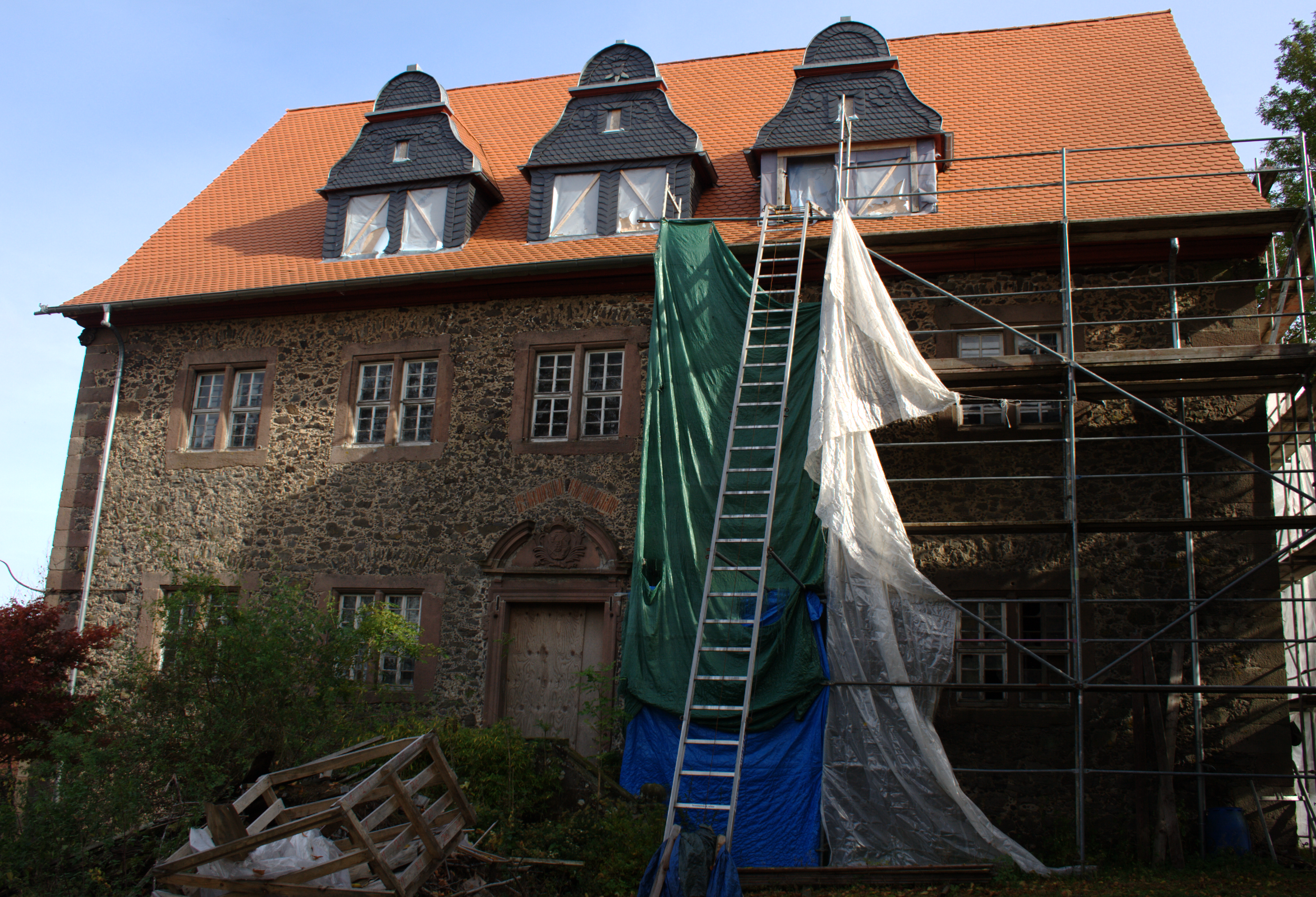
Schloss Freiensteinau (in Renovierung)

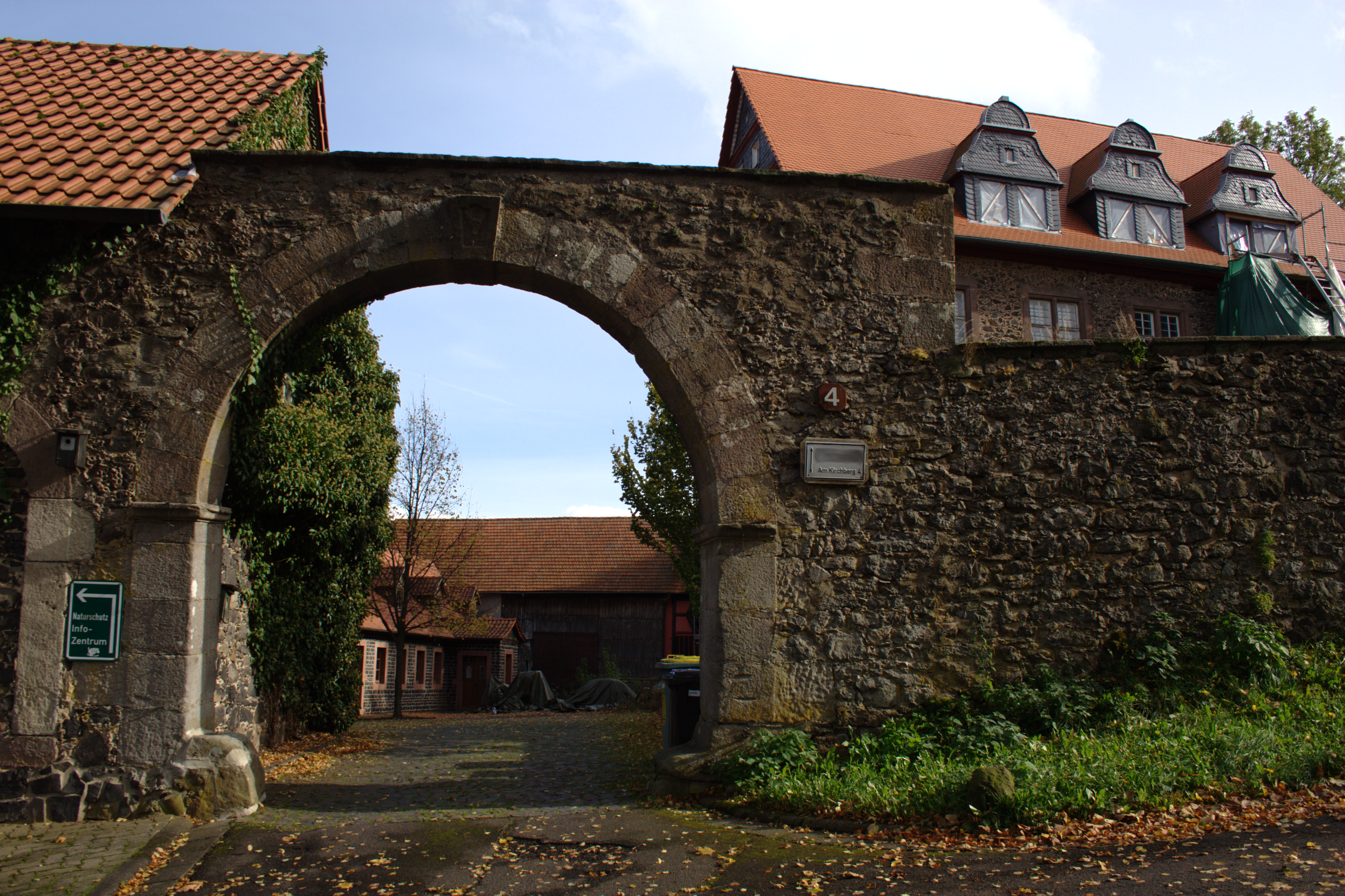
Blick durch den Torbogen auf die Anlage des Schlosses

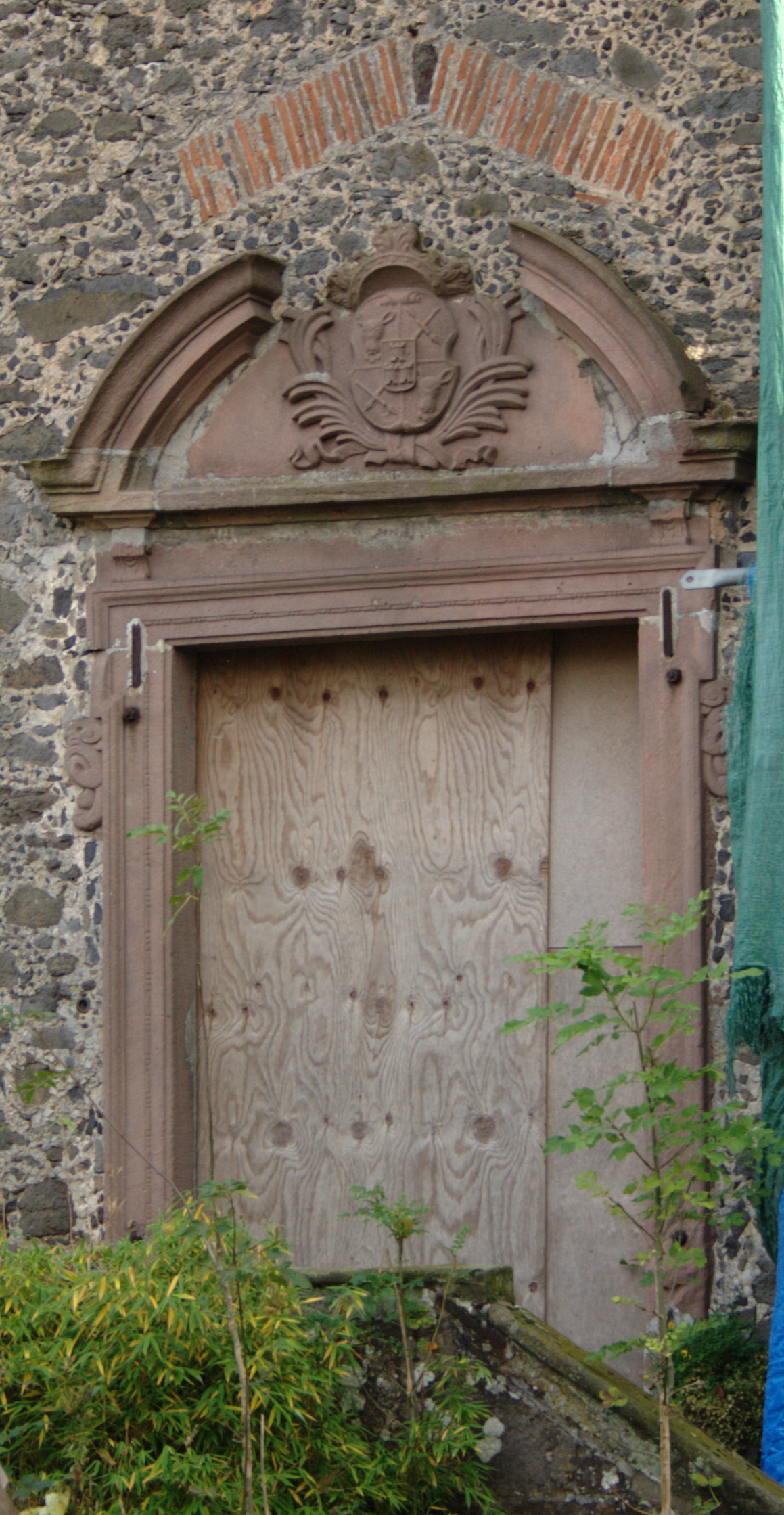
Eingangsportal mit um den Marschallstab vermehrtem und im Herzschild die Türme der beerbten Herren von Eisenbach darstellenden Wappen der Riedesel zu Eisenbach

Das Schloss Freiensteinau (auf dem ehemaligen Riedeselschen Amtshof oder Riedeselschen Hofgut Freiensteinau) ist ein frühneuzeitliches Landschloss von etwa 21 × 10 m Grundfläche am südlichen Ortsrand von Freiensteinau im hessischen Vogelsbergkreis. Das heutige Gebäudeensemble, das man durch einen Torbogen in der Begrenzungsmauer an der Straße „Am Kirchberg“ betritt, umfasst neben dem Schloss ein Bauernhaus (Verwalterwohnung), Stallungen, Scheunen, ein Gärtnerhaus und einen kleinen Schlossfriedhof sowie eine Parkfläche von insgesamt etwa 15.000 m².

## Geschichte
1338 verpfändete Werner von Blankenwald u. a. die Güter zu Freiensteinau an die Brüder Johann und Heinrich von Eisenbach. Nach dem Aussterben der Herren von Eisenbach 1429 erbte Hermann von Riedesel (* um 1407(?), † 31. Juli 1463) auch deren Freiensteinauer Güter (urkundlich spätestens 1441), und spätestens 1457 besaßen sie auch das Gericht und Hofgut zu Freiensteinau. Die Pfandschaft war im selben Jahr vom Fuldaer Fürstabt Reinhard von Weilnau wiedereingelößt worden mit der Verpflichtung, das Kloster Fulda und Hermann von Riedesel Freiensteinau für zehn Jahre gemeinschaftlich besitzen wollten. 1482 versetzten die Riedesel ihren Anteil am Gericht Freiensteinau an Fulda für 1200 Gulden. 1543 wird das Gericht in Freiensteinau in einer Mutschierung unter dem Riedeselschen Familienclan dem Erbmarschall Johann II. und den Kindern des verstorbenen Bruders Herrmann IV. zugesprochen. Die Riedesel mussten also von Fulda das Gericht wieder eingelöst haben. Die Riedesel wurden mit der Reformation protestantisch und kamen um 1574 in offenem Gegensatz zum katholischen Fulda. 1606 im Spruch des Reichskammergerichtes in Speyer bekamen die Riedesel nahezu alle Rechte zu Freiensteinau zugesprochen, aber erst 1684 erfolgte eine endgültige Einigung mit Fulda, dass nun auf alle Rechte an Freiensteinau verzichtete.
Folgerichtig ließen sich im Jahre 1688 die 1680 zu Freiherren erhobenen Riedesel zu Eisenbach auf dem Gelände des Gutshofs, etwa 75 Meter nördlich und unterhalb der Kirche, ein eingeschossiges Herrenhaus mit mächtigen Außenmauern aus Basaltsteinen auf einem Gewölbekeller erbauen. Im Fundament sind die Außenmauern etwa drei Meter dick, was auf eine wehrhafte Vorgängerburg hindeutet, von der es jedoch keine urkundliche Erwähnung zu geben scheint.
Das Anwesen diente die meiste Zeit seiner Geschichte als Sitz des riedeselischen Amtmannes bzw. Schultheißen für das Gericht Freiensteinau, ab 1713 des Samtschultheißen für die beiden Gerichte Freiensteinau und Moos.
Anfang des 19. Jahrhunderts wurde das Herrenhaus um ein zweites Geschoss und ein steiles Satteldach erhöht. Die Außenmauern wurden, sich bis zum Dach auf etwa 80 Zentimeter verjüngend, wiederum aus Basalt weitergeführt. Das Innere erhielt eine Wendeltreppe aus Sandstein zum Obergeschoss, und die Innenwände und Geschossdecken wurden in Fachwerkbauweise aus Eichenbalken errichtet. In den 1920er Jahren erfolgte ein weiterer Ausbau zu einem kleinen Landschloss, wobei auch das Dachgeschoss ausgebaut wurde und jeweils drei Giebelgauben an der Ost- und Westseite aufgesetzt wurden. Damit verfügte das Gebäude, das Residenz eines Zweiges der Riedesel geworden war, nunmehr über 16 Zimmer mit etwa 600 m² Wohnfläche.

## Heutiger Zustand und Nutzung
1975 wurde das gesamte Anwesen nach dem Tod der letzten Besitzer aus der Familie Riedesel verkauft und dabei geteilt. Die größere Fläche und die Gebäude der einstigen Hofreite an der Nordseite des Anwesens, die zur Bewirtschaftung und Verwaltung des Gutes dienten, die Verwalterwohnung, die Scheunen und Ställe gehören der Gemeinde Freiensteinau. Diese Gebäude wurden in den letzten Jahren restauriert. Der örtliche NABU hat in einem Teil eines restaurierten Scheunengebäudes, dem Torbogenhaus, eine Ausstellung untergebracht, und dort ist eine Besichtigung nach Absprache möglich. Andere Gebäudeteile werden für Jahresmärkte genutzt. Ein Teil der Scheunen dient zur Unterbringung von landwirtschaftlichem Gerät, während der ehemalige Schafstall noch nicht wieder genutzt werden kann. An jedem zweiten Adventwochenende findet auf dem Gelände des Schlosses ein Weihnachtsmarkt statt.
Das eigentliche Schloss, ein Teil der Wirtschaftsgebäude, Freiflächen und die private Begräbnisstätte wurden von der Familie von Westernhagen erworben, die seitdem das Bauernhaus, die Stallungen und das Gärtnerhaus restaurieren ließ. Die Renovierung des Schlosses wurde begonnen, ruht jedoch seit einigen Jahren aufgrund finanzieller Problemen des Eigentümers. Die Außenmauern wurden von Putz befreit, und der Gewölbekeller wurde freigelegt. Im Januar 2007 fügte der Orkan Kyrill dem Dach schwere Schäden zu, was eine vollständige Dachsanierung erforderlich machte. Die roten Biberschwanzziegel kontrastieren ansprechend mit der nahezu schwarzen Schieferverkleidung der Giebelseiten und der Gaubenfassaden.
Die nach Westen ausgerichtete repräsentative Vorderseite ist symmetrisch, mit fünf Fensterachsen. Über den drei mittleren Achsen erheben sich die drei Gauben. In der Mittelachse des Untergeschosses befindet sich das Portal mit einer zweiseitigen Freitreppe. Die Sprossenfenster und das Portal sind mit rotem Sandstein eingefasst. Über dem Eingang befindet sich das Wappen der Riedesel zu Eisenbach. Ein weiteres Wappen der Familie befindet sich oberhalb des Torbogens an der Hofmauer. An einer verschieferten Giebelseite des Schlosses ist das Stamm- und Vollwappen der Riedesel durch verschiedenfarbige Schiefertafeln gezeichnet mit etwa zwei Metern Durchmesser angebracht. An den Ecken des Baus befinden sich in Traufenhöhe Neidköpfe, um böse Geister fernzuhalten.